# 从官 (房宿)
从官是中国古代星官名，属于二十八宿东方七宿的房宿，位于现代星座划分的豺狼座，含有2颗恒星。清代编成的《仪象考成》星表，房宿从官增加1星。

## 所含恒星及对应西方名称
- 从官一，ψ2 Lup
- 从官二，χ Lup
- 从官增一，ψ1 Lup[1]